# Rainer Kuhlen
Rainer Kuhlen (* 7. Januar 1944 in Potsdam) ist ein deutscher
Informationswissenschaftler.
Kuhlen ist ehemaliger Universitätsprofessor für Informationswissenschaft im Fachbereich Informatik und Informationswissenschaft an der Universität Konstanz. Zum 31. März 2010 wurde er pensioniert. Kuhlen war 1990 maßgeblich an der Gründung des Internationalen Symposiums für Informationswissenschaft beteiligt. Mit Hypertext (1992), Informationsmarkt (1995) und Informationsassistenten (1999) hat er Standardwerke für das informationswissenschaftliche Studium publiziert. Er ist verheiratet und hat zwei Kinder.

## Biographie

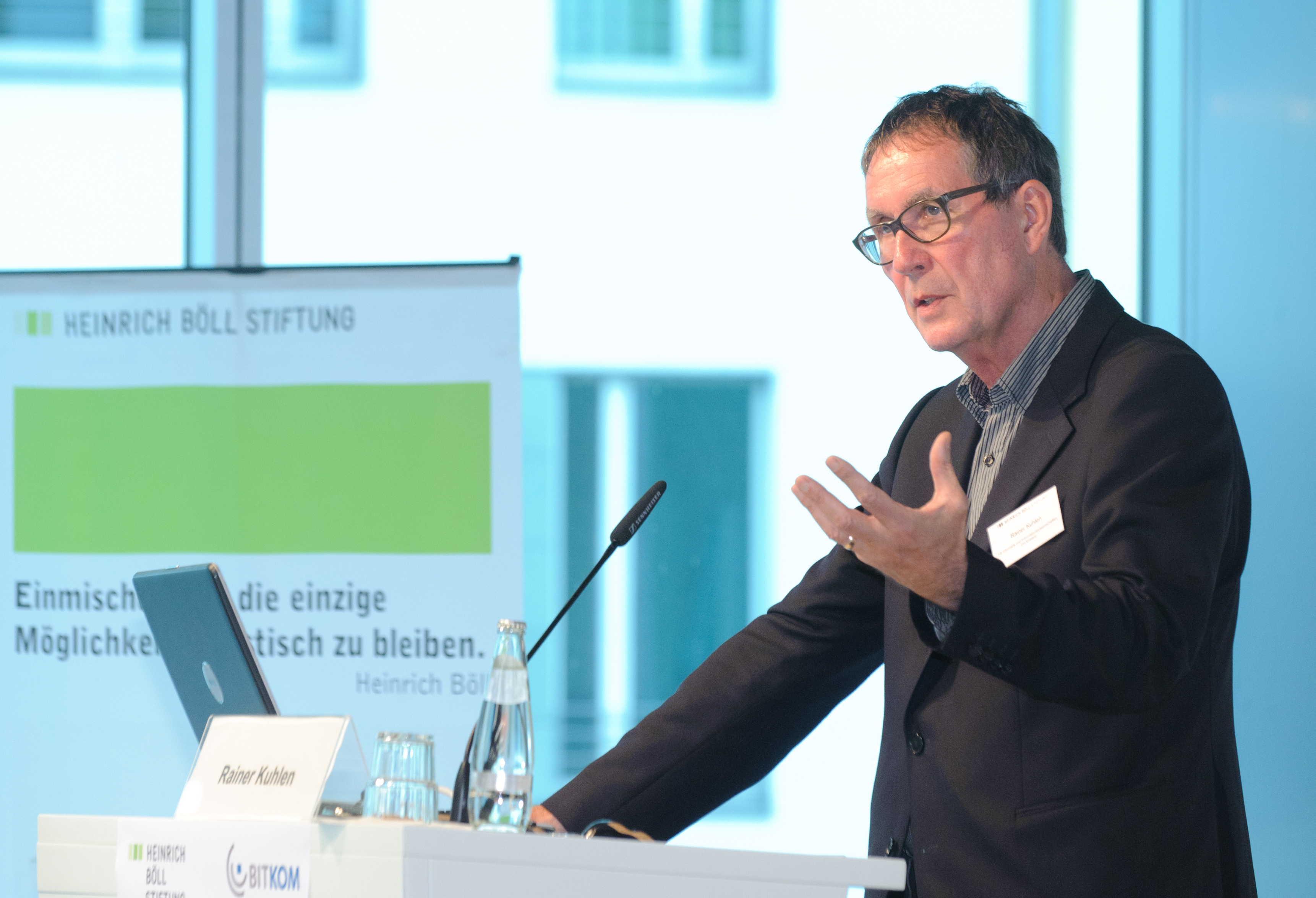
Rainer Kuhlen (2011)

Kuhlen studierte Philosophie, Literaturwissenschaft und Soziologie an der Westfälischen Wilhelms-Universität in Münster. Nach einer Assistenz für Philosophie bei Joachim Ritter 1969–1972 wechselte Kuhlen 1972 für eine Postgraduierten-Ausbildung zum Informationswissenschaftler an die Zentralstelle für maschinelle Dokumentation (ZMD) in Frankfurt am Main. Bis 1979 war er Dozent am Lehrinstitut für Dokumentation (LID) in Frankfurt am Main, promovierte 1976 an der Universität Regensburg bei Harald H. Zimmermann, um drei Jahre später die Vertretung einer C4-Professur für Computerlinguistik an der Universität Koblenz zu übernehmen. 1980 wechselte Kuhlen auf den Lehrstuhl für Informationswissenschaft der Universität Konstanz, den ersten für dieses Fach in Deutschland. Kuhlen gilt als einer der wenigen institutionalisierten Informationswissenschaftler. 1990 erhielt er für seine Arbeiten zum Hypertext den Forschungspreis Technische Kommunikation.
Seit etwa 2000 arbeitet Kuhlen verstärkt an Themen aus dem Umfeld der Informationspolitik und -ethik, beispielsweise befasste er sich mit Digital Rights Management (DRM). Im unmittelbaren Umfeld von P2P prägte Kuhlen die Begriffsdichotomie der Napsterisierung und Venterisierung.
Zu seinen Forschungs- und Lehrschwerpunkten zählten Experimentelles Information Retrieval, Hypertext, Informationsmarkt/-wirtschaft, elektronische Mehrwert-/Suchdienste, Kommunikationsformen, Informationspolitik, Informationsethik, elektronische Wörterbücher, Kollaboratives Wissensmanagement und E-Learning.
Seit 1999 ist er Mitglied des Fachausschusses Kommunikation und Information der Deutschen UNESCO-Kommission (bis 2006 Vorsitzender) sowie Inhaber des UNESCO-ORBICOM-Chairs in Communications für Deutschland. Seine Schwerpunkte im Rahmen der UNESCO sind Informationsethik, kulturelle und sprachliche Vielfalt, Informationskompetenz und Urheberrecht.
Kuhlen ist Hauptherausgeber der Reihe Schriften zur Informationswissenschaft des Hochschulverbandes für Informationswissenschaft (HI) (Universitätsverlag Konstanz); Mitherausgeber der Reihe Beiträge zur Wirtschaftsinformatik (Hochschulverlag ETH Zürich); Mitherausgeber der Reihe Telekommunikation und Mediendienste (Josef Eul Verlag) und Vorstandsmitglied des Hochschulverbands für Informationswissenschaft (HI). Seit 2005 ist er Sprecher des Aktionsbündnisses „Urheberrecht für Bildung und Wissenschaft“.

## Wissensökologie
Kuhlen ist der Hauptvertreter des Ansatzes der Wissensökologie im deutschen Sprachraum. Einerseits entwickelte er dieses Konzept, ausgehend von James Boyle, wissenschaftlich fort, andererseits vertrat er es bei verschiedenen Gelegenheiten politisch.
Wissen wird von Kuhlen in diesem Zusammenhang mit dem Konzept der Nachhaltigkeit verbunden, wobei Nachhaltigkeit nicht als notwendige Verknappung – wie in der Ökologie – verstanden wird, sondern als Ansatz, Ressourcen so zu nutzen, dass eine weitere Entwicklung der Gesellschaft möglich ist. Während dies in der Ökologie bedeutet, nachhaltig mit Rohstoffen umzugehen, würde dies laut Kuhlen für Wissen bedeuten, dieses gesellschaftlich so zu handhaben, dass gesellschaftliche und wirtschaftliche Entwicklung bei gleichzeitiger Beibehaltung kultureller Vielfalt ermöglicht wird. Kuhlen leitet aus diesem Ansatz eine Notwendigkeit für die Entwicklung von Open-Access-Lösungen ab und fordert zudem eine Regelung des Urheberrechts, die eine möglichst große Verbreitung von Wissen zulassen soll.
Dabei unterteilt Kuhlen Wissensökologie zumeist in folgende Perspektiven:
- Umweltschutz für das Internet (das Internet wird als ein Raum verstanden, in dem sich Menschen – ähnlich wie in der Natur – gemeinsam bewegen und dieses durch ihren Aufenthalt beeinflussen)
- Informationsökologie (die globale Wissensgesellschaft als einheitlicher Raum, in dem Menschen und Gesellschaften sich auf Grundlage von Wissen entwickeln)
- funktionale Perspektive (Abbau von informationellen Asymmetrien)
- kommunikationsökologische Perspektive (der gegenseitige Einfluss von Kommunikationstechnologien und menschlichem Kommunikationsverhalten)
- zukunftsethische Perspektive (die Frage, wie Wissen an spätere Generationen weitergegeben werden kann)
- ökosoziale Perspektive (Beiträge zum Ausgleich von Entwicklungsunterschieden und Unterschieden in der Ressourcennutzung zwischen dem globalen Norden und Süden)
- wissensökologische Perspektive (nachhaltiges Wirtschaften mit Wissen)

Die Wissenökologie kann als eigenständige Schule der deutschsprachigen Informationswissenschaft verstanden werden. Insbesondere durch die Tätigkeiten Kuhlens als Sachverständiger, Koordinator des Aktionsbündnisses „Urheberrecht für Bildung und Wissenschaft“ und Mitglied der Deutschen UNESCO-Kommission erlangte diese Schule einen gewissen Einfluss in den außer-wissenschaftlichen Debatten über Open Access.

## Werkauswahl
- Experimentelle Morphologie in der Informationswissenschaft. Saur: München 1976. ISBN 978-3-7940-3624-0
- Datenbasen – Datenbanken – Netzwerke. (3 Bde.) Saur: München 1979–1980. Band 1 ISBN 3-598-10033-7, Band 2 ISBN 3-598-10034-5, Band 3 ISBN 3-598-10035-3
- Koordination von Informationen (ed.) Springer: Berlin 1984. (Informatik-Fachberichte 81) ISBN 3-540-12929-4
- Informationslinguistik. Niemeyer: München 1986. ISBN 3-484-31915-1
- Pragmatische Aspekte beim Entwurf und Betrieb von Informationssystemen (ed. zus. mit Josef Herget) Universitätsverlag Konstanz: Konstanz 1990. ISBN 3-87940-384-8
- Wissensbasierte Informationssysteme und Informationsmanagement (ed. zus. mit H. Killenberg; H.-J. Manecke) Universitätsverlag Konstanz: Konstanz 1991. ISBN 978-3-87940-412-4
- Hypertext. Ein nichtlineares Medium zwischen Buch und Wissensbank. Edition SEL-Stiftung. Springer: Berlin 1991. ISBN 978-3-540-53566-9
- Experimentelles und praktisches Information Retrieval: Festschrift für Gerhard Lustig (ed.). UVK: Konstanz, 1992. ISBN 3-87940-417-8
- Hypertext – Information-Retrieval – Multimedia: Synergieeffekte elektronischer Informationssysteme (ed. zus. mit M. Rittberger). UVK: Konstanz, 1995. ISBN 3-87940-509-3
- Informationsmarkt – Chancen und Risiken der Kommerzialisierung von Wissen. Universitätsverlag Konstanz: Konstanz 1995. ISBN 978-3-87940-529-9
- Die Mondlandung des Internet. Die Bundestagswahl 1998 in den elektronischen Kommunikationsformen. Universitätsverlag Konstanz: Konstanz 1998; Unter Mitarb. von Oliver Bendel. ISBN 978-3-87940-654-8
- R. Kuhlen (Hrsg.): Information Engineering. Proceedings des 4. Konstanzer Informationswissenschaftlichen Kolloquiums (KIK '‚9). Universitätsverlag Konstanz (UVK), Konstanz 1999. ISBN 978-3-87940-699-9
- Die Konsequenzen der Informationsassistenten. Was bedeutet informationelle Autonomie oder wie kann Vertrauen auf elektronischen Märkten gesichert werden? Suhrkamp-Verlag (stw): Frankfurt 1999. ISBN 978-3-518-29043-9
- G.Knorz; R.Kuhlen (Hrsg.): Informationskompetenz – Basiskompetenz in der Informationsgesellschaft. Proceedings des 7. Internationales Symposium für Informationswissenschaft. Universitätsverlag Konstanz (UVK), Konstanz 2000. ISBN 3-87940-753-3
- Hrsg., zus. mit Thomas Seeger und D. Strauch: Grundlagen der praktischen Information und Dokumentation, 5. Auflage. K G Saur: München 2004. ISBN 978-3-598-11674-2 (7. Auf. u.d.T.): Grundlagen der Informationswissenschaft. De Gruyter, Berlin 2023, ISBN 978-3-11-076895-4
- Informationsethik – Umgang mit Wissen und Information. UVK: Konstanz 2004. (UB 2454) ISBN 978-3-8252-2454-7
- Erfolgreiches Scheitern – eine Götterdämmerung des Urheberrechts?. Verlag Werner Hülsbusch: Boizenburg 2008. (Schriften zur Informationswissenschaft 48)
- Die Transformation der Informationsmärkte in Richtung Nutzungsfreiheit.Alternativen zur Als-ob-Regulierung im Wissenschaftsurheberrecht. De Gruyter Saur 2020 (Reihe Age of Access. Grundfragen der Informationsgesellschaft, 12) doi:10.1515/9783110693447.

## Forschung
- K3 – Kollaborative E-Learning Umgebung für den universitären Einsatz (2007)